# Lijst van Tsjechische ministers van Volksgezondheid
Dit is een lijst van ministers van Volksgezondheid van de Tsjechische Republiek.
| Minister van Volksgezondheid | Minister van Volksgezondheid | Minister van Volksgezondheid | Ambtstermijn           | Ambtstermijn      | Partij(en)       | Premier(s)                   | Kabinet(ten) |
| ---------------------------- | ---------------------------- | ---------------------------- | ---------------------- | ----------------- | ---------------- | ---------------------------- | ------------ |
|                              |                              | Petr Lom (1935–2003)         | 1 januari 1993         | 23 juni 1993      | ODS              | Václav Klaus (1993–1997)     | V. Klaus I   |
|                              |                              | Luděk Rubáš (1953)           | 23 juni 1993           | 10 oktober 1995   | ODS              | Václav Klaus (1993–1997)     | V. Klaus I   |
|                              | Jan Stráský                  | Jan Stráský (1940–2019)      | 10 oktober 1995        | 17 december 1997  | ODS              | Václav Klaus (1993–1997)     | V. Klaus I   |
| ODS                          | Jan Stráský                  | Jan Stráský (1940–2019)      | 10 oktober 1995        | 17 december 1997  | V. Klaus II      | Václav Klaus (1993–1997)     |              |
|                              | Zuzana Roithová              | Zuzana Roithová (1953)       | 17 december 1997       | 17 juli 1998      | O                | Josef Tošovský (1997–1998)   | Tošovský     |
|                              | Ivan David                   | Ivan David (1952)            | 17 juli 1998           | 9 december 1999   | ČSSD             | Miloš Zeman (1998–2002)      | Zeman        |
|                              | Bohumil Fišer                | Bohumil Fišer (1943–2011)    | 9 december 1999        | 12 juli 2002      | ČSSD             | Miloš Zeman (1998–2002)      | Zeman        |
|                              |                              | Marie Součková (1953)        | 12 juli 2002           | 14 april 2004     | ČSSD             | Vladimír Špidla (2002–2004)  | Špidla       |
|                              |                              | Jozef Kubinyi (1955)         | 14 april 2004          | 26 juli 2004      | ČSSD             | Vladimír Špidla (2002–2004)  | Špidla       |
|                              | Milada Emmerová              | Milada Emmerová (1944)       | 26 juli 2004           | 12 oktober 2005   | ČSSD             | Stanislav Gross (2004–2005)  | Gross        |
| Jiří Paroubek (2005–2006)    | Milada Emmerová              | Milada Emmerová (1944)       | 26 juli 2004           | 12 oktober 2005   | ČSSD             | Paroubek                     |              |
| Jiří Paroubek (2005–2006)    |                              | Zdeněk Škromach              | Zdeněk Škromach (1956) | 12 oktober 2005   | 5 november 2005  | Paroubek                     | ČSSD         |
| Jiří Paroubek (2005–2006)    |                              | David Rath                   | David Rath (1965)      | 5 november 2005   | 16 augustus 2006 | Paroubek                     | O (2005–06)  |
| Jiří Paroubek (2005–2006)    | ČSSD (2006)                  | David Rath                   | David Rath (1965)      | 5 november 2005   | 16 augustus 2006 | Paroubek                     |              |
|                              | Tomáš Julínek                | Tomáš Julínek (1956)         | 16 augustus 2006       | 23 januari 2009   | ODS              | Mirek Topolánek (2006–2009)  | Topolánek I  |
| Topolánek II                 | Tomáš Julínek                | Tomáš Julínek (1956)         | 16 augustus 2006       | 23 januari 2009   | ODS              | Mirek Topolánek (2006–2009)  |              |
|                              | Daniela Filipiová            | Daniela Filipiová (1957)     | 23 januari 2009        | 9 mei 2009        | ODS              | Mirek Topolánek (2006–2009)  |              |
|                              | Leoš Heger                   | Leoš Heger (1948)            | 28 juni 2010           | 25 juni 2013      | TOP 09           | Petr Nečas (2010–2013)       | Nečas        |
|                              | Martin Holcát                | Martin Holcát (1954)         | 25 juni 2013           | 17 januari 2014   | O                | Jiří Rusnok (2013–2014)      | Rusnok       |
|                              | Svatopluk Němeček            | Svatopluk Němeček (1972)     | 17 januari 2014        | 30 november 2016  | ČSSD             | Bohuslav Sobotka (2014–2017) | Sobotka      |
|                              | Miloslav Ludvík              | Miloslav Ludvík (1963)       | 30 november 2016       | 6 december 2017   | ČSSD             | Bohuslav Sobotka (2014–2017) | Sobotka      |
|                              | Adam Vojtěch                 | Adam Vojtěch (1986)          | 6 december 2017        | 20 september 2020 | O                | Andrej Babiš (2017–2021)     | Babiš I      |
| Babiš II                     | Adam Vojtěch                 | Adam Vojtěch (1986)          | 6 december 2017        | 20 september 2020 | O                | Andrej Babiš (2017–2021)     |              |
|                              | Roman Prymula                | Roman Prymula (1964)         | 20 september 2020      | 29 oktober 2020   | O                | Andrej Babiš (2017–2021)     |              |
|                              |                              | Jan Blatný (1970)            | 29 oktober 2020        | 7 april 2021      | O                | Andrej Babiš (2017–2021)     |              |
|                              |                              | Petr Arenberger (1958)       | 7 april 2021           | 26 mei 2021       | O                | Andrej Babiš (2017–2021)     |              |
|                              | Adam Vojtěch                 | Adam Vojtěch (1986)          | 26 mei 2021            | 28 november 2021  | O                | Andrej Babiš (2017–2021)     |              |
|                              | Vlastimil Válek              | Vlastimil Válek (1960)       | 28 november 2021       | heden             | TOP 09           | Petr Fiala (2021–heden)      | Fiala        |

Minister-president · Arbeid en Sociale Zaken · Binnenlandse Zaken · Buitenlandse Zaken · Cultuur · Defensie · Financiën · Industrie en Handel · Justitie · Landbouw · Milieu · Onderwijs, Jeugd en Lichamelijke Opvoeding · Regionale Ontwikkeling · Verkeer · Volksgezondheid · zonder portefeuille

Voormalige ministeries: 

Informatica